# Ochsenweide, Schafhauser Wald und Feuchtwiesen bei Esens
Die Ochsenweide, Schafhauser Wald und Feuchtwiesen bei Esens sind ein Naturschutzgebiet in den niedersächsischen Gemeinden Dunum, Holtgast, Moorweg und Stedesdorf sowie der Stadt Esens in der Samtgemeinde Esens im Landkreis Wittmund.

## Allgemeines
Das Naturschutzgebiet mit dem Kennzeichen NSG WE 109 ist circa 298 Hektar groß. Es umfasst das circa 214 Hektar große, gleichnamige FFH-Gebiet. In dem Naturschutzgebiet sind das ehemalige Naturschutzgebiet „Ochsenweide“ und Teile der Landschaftsschutzgebiete „Leegmoor“, das sich im Südwesten, und „Benser Tief“, das sich im Südosten an das Naturschutzgebiet anschließt, aufgegangen. Das Gebiet steht seit dem 1. Februar 2019 unter Naturschutz. Zuständige untere Naturschutzbehörde ist der Landkreis Wittmund.

## Beschreibung
Das Naturschutzgebiet liegt südwestlich von Esens. Es besteht aus den Teilflächen „Ochsenweide“ (circa 144 Hektar), „Schafhauser Wald“ (circa 109 Hektar) und „Feuchtwiesen bei Esens“ (circa 43 Hektar), die alle drei miteinander verbunden sind und so einen Biotopverbund bilden.
Das Naturschutzgebiet wird im Bereich der Ochsenweide von Benser Tief durchzogen bzw. von diesem nach Süden begrenzt. Außerdem begrenzt das Tief das Naturschutzgebiet im Norden im Bereich des Schafhauser Waldes nach Westen. Die Ochsenweide wird im Osten von einer öffentlichen Straße gequert sowie einer weiteren öffentlichen Straße begrenzt. Der Schafhauser Wald grenzt im Nordosten teilweise an die Ortslage von Esens. Im Osten verläuft die Landesstraße 8 zwischen Schafhauser Wald und den Feuchtwiesen bei Esens.
Ochsenweide und Feuchtwiesen werden teilweise durch Gräben zum Hartgaster Tief, zur Stuhlleide und zur Nettelburger Leide entwässert.

### Ochsenweide
Bei der Ochsenweide handelt es sich um ein oberflächlich abgetorftes Hochmoorgebiet, das durch Wiedervernässungsmaßnahmen renaturiert wurde. Randlich schließen sich an das Hochmoor Übergangs- und Niedermoorbereiche an. Das Gebiet wird im Süden vom Benser Tief begrenzt, das die Ochsenweide durchfließt und in zwei Bereiche teilt.
Der östlich des Benser Tiefs liegende Bereich ist von Hochmoor mit Moorheide und Sümpfen geprägt. Im westlich des Benser Tiefs liegenden Bereich herrschen Moor- und Sumpfwälder sowie Sumpfgebüsche aus Birken und Weiden sowie kleinflächige Pfeifengraswiesen und Röhrichte vor. An den Kernbereich der Ochsenweide schließen sich nach Westen extensiv genutztes Grünland und Röhricht auf Niedermoorböden an. Nach Osten schließen sich an die Ochsenweide Übergangs- und Niedermoore mit Sümpfen, Moor-, Bruch- und Sumpfwälder sowie Nassgrünland an. Beide Bereiche sind Teile von Kompensationsflächen, die zuvor nicht Bestandteil des Naturschutzgebietes „Ochsenweide“ waren. Im Bereich der Ochsenweide sind stellenweise Kleingewässer zu finden, die aus Torfstichen hervorgegangen sind.
Die Ochsenweide beherbergt in ihrem Kernbereich (der dem ehemaligen Naturschutzgebiet „Ochsenweide“ entspricht) unter anderem verschiedene Torfmoose, Glockenheide, Moosbeere, Rundblättriger Sonnentau, Mittlerer Sonnentau, Schmalblättriges Wollgras, Weißes Schnabelried, Sumpfweichorchis und Mittleren Wasserschlauch. In diesem Bereich sind gut ausgeprägte Bult-Schlenken-Komplexe vorhanden. Das Gebiet beherbergt die Amphibien Moorfrosch und Teichmolch. Weiterhin ist es Lebensraum verschiedener Libellen wie Torfmosaikjungfer, Späte Adonislibelle, Fledermausazurjungfer, Kleine Binsenjungfer, Schwarze Heidelibelle und Große Moosjungfer sowie verschiedener Heuschrecken wie Kurzflügelige Schwertschrecke und Kurzflügelige Beißschrecke. Randbereiche des Moores sind Lebensraum für Raubwürger und Schwarzkehlchen.
Die Übergangsmoore beherbergen verschiedene Torfmoose sowie Gagelstrauch, Sumpfweichorchis, Sumpfblutauge, Moorlilie, Gewöhnlicher Wassernabel, Fieberklee, Rosmarinheide, Schnabelsegge, Fadensegge und Mittleren Wasserschlauch.
Die Moor- und Sumpfwälder werden von Moorbirke dominiert. Dazu gesellen sich Stieleiche, Faulbaum, Eberesche und Strauchweiden. In der Krautschicht der Wälder siedeln verschiedene Torfmoose, Schmalblättriges Wollgras, Schnabelsegge, Sumpfblutauge, Gewöhnlicher Wassernabel, Schilfrohr und Rohrglanzgras.

### Schafhauser Wald
Der Schafhauser Wald erstreckt sich nördlich der Ochsenweide. Teile des Waldes sind Bestandteil des Naturschutzgebietes. Hier stocken insbesondere Buchen- und Eichenwälder. Die Buchenwälder sind teilweise als Hainsimsen-Buchenwälder ausgebildet. In den Wäldern sind Rotbuche und Stieleiche die dominierende Baumarten. Die Krautschicht der Eichenwälder wird von Drahtschmiele, Pfeifengras, Dorniger Wurmfarn, Breitblättrigem Dornfarn, Adlerfarn, Sauerklee und Goldenem Frauenhaarmoos gebildet. In den Hainsimsen-Buchenwäldern dominieren Rot- und Hainbuche. Dazu gesellen sich Stieleiche und Stechpalme. In der Krautschicht siedeln Efeu, Breitblättriger Dornfarn, Dorniger Wurmfarn, Sauerklee, Drahtschmiele und Frauenhaarmoos. Stellenweise sind auch Nadelholzbestände in das Naturschutzgebiet mit einbezogen. Im Übergangsbereich zur Ochsenweide herrschen Moorwälder vor. Der Schafhauser Wald verfügt über einen hohen Alt- und Totholzanteil. Der Wald wird von den Niedersächsischen Landesforsten unter Berücksichtigung des Programms zur langfristigen ökologischen Waldentwicklung (LÖWE) bewirtschaftet. Teile des Schafhauser Waldes unterliegen als Bestandteil des NWE-10-Programms der Niedersächsischen Landesforsten der natürlichen Waldentwicklung.
Der Schafhauser Wald ist Lebensraum der Fledermäuse Großer Abendsegler, Große Bartfledermaus, Kleine Bartfledermaus, Breitflügelfledermaus, Rauhautfledermaus, Wasserfledermaus, Fransenfledermaus und Braunes Langohr. Eine alte Bunkeranlage im Norden des Naturschutzgebietes dient einigen der Fledermausarten als Winterquartier. Der Wald beherbergt auch Sperber und Wendehals.

### Feuchtwiesen bei Esens
Die Feuchtwiesen bei Esens schließen sich nach Südosten an die Teilfläche „Schafhauser Wald“ an. Die Grünländer unterschiedlicher Feuchtegrade liegen auf entwässerten und teilweise abgetorfen Moorböden. Darin sind Borstgrasrasen und Pfeifengraswiesen eingestreut, stellenweise sind auch Röhrichte und Gehölze mit Weiden-Sumpfgebüschen und Laubwäldern zu finden.
Auf den Borstgrasrasen siedeln Hasensegge, Hirsesegge, Pillensegge, Schafschwingel, Dreizahn, Kopfige Hainsimse, Teufelsabbiss, Blutwurz, Hundsveilchen und Kriechweide, die Pfeifengraswiesen beherbergen Englische Kratzdistel, Grünliche Gelbsegge, Hirsesegge, Sumpfblutauge, Dreizahn, Schmalblättriges Wollgras, Gewöhnlicher Wassernabel, Knäuelbinse, Kopfige Hainsimse, Sumpfhaarstrang, Blutwurz sowie Pfeifengras.
Die Feuchtwiesen sind Lebensraum für Kurzflügelige Schwertschrecke und Braunfleckigen Perlmuttfalter sowie verschiedener Wiesenvögel, darunter Kiebitz, Bekassine, Wiesenpieper und Feldlerche. Großer Brachvogel, Kampfläufer und Wiesenweihe nutzen das Gebiet als Nahrungshabitat. Röhrichtbestände sind Lebensraum u. a. für den Schilfrohrsänger.

## Anmerkung
1. ↑  NWE steht für Natürliche Waldentwicklung